# Reutlinger
Reutlinger ist ein Familienname, der sich im Allgemeinen von dem Ortsnamen Reutlingen in Württemberg oder dem Quartier Reutlingen der Stadt Winterthur herleitet.

## Namensträger
- Charles Reutlinger (1816–1888), deutscher Unternehmer und Fotograf
- Christian Reutlinger (* 1971), Schweizer Sozialgeograph und Erziehungswissenschaftler
- Émile Reutlinger (1825–1907), deutscher Fotograf
- Hans Reutlinger (Politiker) (1895–1962), Schweizer Politiker
- Hans Reutlinger (1929–2003), Schweizer Fußballspieler
- Heinrich Philipp Reutlinger (1898–1963), deutscher Politiker (NSDAP)
- Jean Reutlinger (1891–1914), französischer Fotograf
- Joachim Reutlinger (1553–1620), Schweizer Bürgermeister
- Léopold-Émile Reutlinger (1863–1937), französischer Fotograf
- Paul Reutlinger (1943–2010), Schweizer Manager
- Rudolf Reutlinger (1921–2004), Schweizer Jurist und Regierungsrat